# Mariti a congresso (film 1961)
Mariti a congresso è un film del 1961 diretto da Luigi Filippo D'Amico.

## Trama
Con la scusa di dover partecipare ad un congresso, Alberto si ripromette di imbastire qualche scappatella extraconiugale. Convince un riottoso amico a seguirlo ma questi, innamorato della propria moglie, non ha il coraggio di andar molto avanti nella messa in scena. Tornato a casa però scopre che la sua fedeltà non è ripagata: la consorte, invaghita d'un amico di famiglia, è scappata con lui. Intanto una liceale francese, cinta d'assedio delle galanti premure di Alberto, dopo abbandonati i libagioni, attraversa in costume succinto l'atrio dell'albergo che ospita i congressisti, proprio mentre si sta effettuando le riprese per il telegiornale. Lo scandalo è fulmineo e una folla di mogli, animate da intenzioni assai poco caritatevoli, si precipita a Roma per chiedere spiegazioni ai malcapitati consorti. Anche se tutto, in pratica, si risolve in un nulla di fatto, il paravento dei congressi non offre più alcuna garanzia per le periodiche evasioni coniugali. Ma la fantasia dell'uomo è tenace: forse i futuri viaggi spaziali riusciranno ad offrire nuove possibilità di evasione.